# Gabriel Martínez Poch
Gabriel Martínez Poch (La Plata, 10 de febrero de 1965) es un Entrenador de Fútbol Profesional con más de veinte años de experiencia, ex jugador de fútbol juvenil y ex atleta de la selección argentina por más de 10 años 

## Biografía
Nació en La Plata (Provincia de Buenos Aires). Estudió y se recibió como Profesor en Educación Física en el año 1987, de Director Técnico de Fútbol en la Asociación de Fútbol Argentino (A.F.A.) en 1998; de Licenciado en Alto Rendimiento y Tecnología Deportiva en la U.A.I. en el año 2000; de Magíster en Teoría y Metodología del Alto Rendimiento en La Habana-Cuba en 2001; de Magíster en Entrenamiento del Futbolista Profesional en la Real Federación Española de Fútbol en 2011; de Entrenador de Fútbol Nivel 2, expedido por la Real Federación Española de Fútbol en 2012; de Especialista en Evaluación del Rendimiento en Futbol, en Melilla España (Universidad de Granada en Melilla) en 2014; de Entrenador de Fútbol Nivel 3 UEFA en Barcelona, en 2015; En el año 2023 obtuvo la licencia CONMEBOL PRO, en la Escuela de Técnicos de ATFA Osvaldo Zubeldía de la ciudad de La Plata, entre otras tecnicaturas y especialidades que posee.

### Carrera deportiva
Como deportista su principal logro fue haber ganado cinco campeonatos nacionales de atletismo en un solo día y haber batido el récord argentino de 110 metros con vallas y el sudamericano en la prueba de salto en largo federado  

### Publicaciones
Es autor del libro ''Enciclopedia de entrenamiento del futbolista profesional'' y  creador del método de entrenamiento ''Multidireccional acentuado'', utilizado en Argentina, Ecuador, Bolivia, España, Rumania, Kuwait y Cuba, entre otros países. En septiembre de 2018 publicó con la editorial Libro Fútbol, su última bibliografía, denominada "Fútbol Método Lógico" presentado el Sistema Operativo A.T.M. (acentuación táctica multidireccional), sustentado en los avances de las Neurociencias aplicadas, la tecnología GPS en tiempo real, el uso de dispositivos First Beat, el análisis táctico mediante programas de vídeo, la inteligencia emocional y el entrenamiento cognitivo, englobando todo esto dentro de los paradigmas sistémicos.  

#### Influencia
Con su metodología ha logrado algo inusual:
- Participar como Metodólogo en la obtención de cinco ascensos en equipos de fútbol profesional de manera consecutiva entre los años 2013 y 2018, con los siguientes clubes: Villa San Carlos, Temperley, Temperley nuevamente, Aldosivi y Qatar SC.
- Participar como Metodólogo en la obtención del sub campeonato de la Conferencia del Este en el año 2020 y del Campeonato de la Fase Regular en 2021, con en el Club de la MLS, New England Revolution de Boston.
- Como Entrenador Principal del Club Venezolano Mineros de Guayana, ocupó el segundo lugar a nivel mundial en utilizar mayor cantidad de minutos jugados por jugadores juveniles en competiciones de equipos profesionales.
- Como Metodólogo colaboró en posicionar al Club San Lorenzo de Almagro desde el puesto # 21 (con 27 puntos) en el 2021 al puesto # 6 (con 43 puntos) en el año 2022, logrando la clasificación a Copa Sudamericana 2023.
- Como Entrenador Principal ganó de manera consecutiva cuatro campeonatos de principio a fin en la Liga Dominicana de Fútbol Profesional entre Enero de 2023 y Junio de 2024 (a falta de dos fechas para terminar dicha fase). Colocando de esta manera a su equipo el Cibao FC al tope del ranking FIFA de Clubes Concacaf del Caribe en 2024. 

### Trabajos
* Su debut en la primera división fue en marzo de 2000, como evaluador del Club Estudiantes de La Plata, tras haber trabajado en clubes del ascenso y categorías inferiores.
* Posteriormente trabajó junto a José Luis Brown (el tata) y Héctor Enrique (el negro) en dupla técnica, en el club Nueva Chicago de primera división.
* En 2002 es invitado por los organizadores del simposio internacional de fútbol "Salamanca 2002" como expositor, donde presenta una investigación que fuera premiada con el reconocimiento de los principales entrenadores internacionales.
* En 2002 se vincula al San Pedro Marbella junto al Director Técnico español Lucas Cazorla.
* Ese mismo año vuelve a trabajar con José Luis Brown en el Club Blooming de Santa Cruz de la Sierra, donde permanece hasta el 2003.
* En 2004 junto al Director técnico Ricardo Rezza, regresa a Nueva Chicago pero esta vez en el Nacional B (segunda división) obteniendo el segundo puesto.
* En el 2005, nuevamente con José Luis Brown trabaja en Almagro en primera división. Con el mismo equipo logra el subcampeonato al siguiente año en el Nacional B.
* En 2006 es contratado como preparador físico y metodólogo del Club Boliviano Wilstermann, en el debut de Mauricio Soria como DT donde gana el campeonato y la clasificación a la Copa Sudamericana.
* En 2007 comienza a trabajar junto a Rubén Darío Insúa también en Wilstermann.
* Ese mismo año, junto a Rubén Darío Insúa toman las riendas del Club Talleres de Córdoba, siendo protagonistas del recordado, Clásico del Silencio donde en calidad de visitante vencen al clásico rival Belgrano de Córdoba.
* A comienzos de 2008 el club Real Potosí requiere sus servicios para jugar la segunda mitad de la primera fase de la Copa Libertadores 2008, ganándole por 5 a 1 al Cruzeiro de Bello horizonte y 3 a 1 al Caracas de Venezuela.
* A mediados de 2008 es llamado nuevamente para cumplir sus funciones en el club Talleres de Córdoba, en esta oportunidad con Humberto Grondona (h) como director técnico.
* En 2009 es convocado por Rubén Darío Insúa para formar parte nuevamente de su cuerpo Técnico en Deportivo Quito, jugando con singular rendimiento la Copa Libertadores 2009, donde les tocó en suerte en su mismo grupo a los dos finalistas de esa edición, ganándole a Estudiantes de La Plata finalmente campeón de esa edición y sobrellevando la peor crisis institucional que el club registrara, ya que fueron el único equipo que estuvo de paro por falta de pagos durante la copa y cambiando de autoridades en cinco ocasiones en dicho período. El equipo finaliza el año logrando el campeonato Ecuatoriano 2009.
* En el primer semestre de 2010 trabaja por muy poco tiempo con el Club ecuatoriano Macará de la ciudad de Ambato, junto al D.T. ecuatoriano Carlos Sevilla.
* A partir del segundo semestre de 2010 se suma a las filas del club Rumano Universitatea Craiova de primera división, continuando con su tarea hasta 2011.
* Ese mismo año retorna a Ecuador junto al DT Carlos Sevilla, para hacerse cargo de uno de los más ambiciosos proyectos futbolísticos Ecuatorianos, el Club Independiente del Valle, donde se desempeñó como coordinador general del club, poniendo en práctica la metodología A.T.M., logrando excelentes resultados, trabajando de manera estrecha con especialistas en Neurociencias aplicadas.
* Ese año finaliza su segunda Maestría en esta ocasión en la Real Federación Española de Fútbol en la ciudad de Las Rosas, España. Estos conocimientos le permitieron perfeccionar su metodología generando nuevas corrientes de entrenamiento.
* En 2012 trabajó durante el primer semestre en el Al Tadhamon de Kuwait, con singular éxito.
* Ese mismo año vuelve a trabajar junto a Ricardo Rezza y Miguel Restelli en un proyecto que se convertiría en el ascenso "histórico" del club Villa San Carlos al Nacional B.
* A principios de 2014 se dirige nuevamente a España, para realizar la especialidad de analista de rendimiento en el fútbol profesional con tecnología GPS, firstbeat y programas de análisis de video en la sede de la Universidad de Granada en Melilla.
* En ese mismo viaje concurre al club Málaga CF para realizar pasantías y el mánager general del Club Mario Husillos lo invita a formar parte del Club pero finalmente se decide por afrontar el desafío de ser el Metodólogo del Club Temperley, logrando el ascenso a segunda división en el mes de junio además del subcampeonato.
* En 2015 junto al CT obtienen el segundo ascenso con el club Temperley llevando al equipo a primera división del fútbol Argentino.
* En 2016, se incorpora al Qatar S. C. de la ciudad de Doha, como asistente y metodólogo, logrando el segundo lugar y luego el equipo finalizaría el campeonato con el ascenso a primera división.
* En 2017 retorna a Argentina contratado por el Club Olimpo de Bahía Blanca como Asistente y Metodólogo de primera división, logrando un rendimiento superlativo.
* A fines de ese año se vincula al club Aldosivi de Mar del Plata colaborando para ganar el campeonato de la B nacional el 4 de mayo de 2018 y ascendiendo a primera división.
* En 2019 inicia el año como segundo entrenador del Mineros de Guayana de Venezuela para afrontar la Copa Sudamericana.
* Posteriormente es contratado por el club de la MLS New England Revolution de la ciudad de Boston, Massachusetts donde permanece hasta 2021.
* En 2022 fue contratado nuevamente por el club Venezolano de primera división Mineros de Guayana para conducir los destinos del club desde el rol de entrenador principal. Este proyecto fue orientado principalmente hacia la promoción de jugadores juveniles del club, logrando que seis de ellos fueran convocados a la selección U 20.
* Más tarde se vincula el Club San Lorenzo de Almagro de Argentina, oficiando de Metodólogo del primer equipo profesional masculino.
* En 2023 es nombrado Director Técnico del primer equipo del Club Cibao FC de República Dominicana, continuando hasta la fecha, obteniendo el campeonato de la fase regular, el campeonato de la liguilla y finalmente el campeonato nacional de ese año.
* En 2024 es elegido por la LDF como el mejor Director Técnico del año 2023 y gana el campeonato de la fase regular 2024. Una vez finalizada la fase regular se desvincula del Cibao FC. Saliendo por la puerta grande del Club y dejando un legado deportivo reconocido en toda República Dominicana.

### Clubes
- 2000 - Estudiantes de La Plata - (Argentina).
- 2000 al 2001 - Nueva Chicago (Argentina).
- 2002 - San Pedro Marbella - (España).
- 2002 al 2003 Bloooming Santa Cruz de la Sierra (Bolivia).
- 2004 - Nueva Chicago - (Argentina), 2.ª División.
- 2005 al 2006 - Almagro - (Argentina).
- 2006 al 2007 - Wilstermann (Bolivia).
- 2007 - Aurora - (Bolivia).
- 2007 al 2008 - Talleres de Córdoba - (Argentina), 2.ª División.
- 2008 - Real Potosí - (Bolivia) - Copa Libertadores.
- 2009 - Deportivo Quito (Ecuador), Copa Libertadores.
- 2010 - Macará - (Ecuador).
- 2010 - Universitatea Craiova - (Rumania).
- 2011 - Independiente del Valle - (Ecuador).
- 2012-  Al Tadhamon - (Kuwait).
- 2013 - Villa San Carlos - (Argentina).Campeón y ascenso a 2.ª División #Preparador Físico y Asistente Técnico.
- 2014- Club Atlético Temperley (Argentina) Campeón y ascenso a 2.ª División (junio de 2014) y Ascenso a 1.ª División (noviembre de 2014) Preparador Físico y Asistente Técnico.
- 2015- Club Atlético Temperley (Argentina) 1.º División, Preparador Físico y Asistente Técnico.
- 2016- Qatar S.C.  (Catar) Preparador Físico y Asistente Técnico.
- 2017- Olimpo de Bahía Blanca (Argentina) Metodólogo, Evaluador y Asistente Técnico.
- 2018- Aldosivi de Mar del Plata (Argentina) Metodólogo, Evaluador y Asistente Técnico.
- 2019- Mineros de Guayana (Venezuela) segundo entrenador.
- 2019- New England Revolution, metodólogo y coordinador del área física.
- 2020- New England Revolution, entrenador de la categoría sub-19 y preparador físico principal del primer equipo.
- 2022- ACCD Mineros de Guayana director técnico del plantel profesional
- 2022- San Lorenzo de Almagro, metodólogo del plantel profesional.
- 2023- Director Técnico del Club Cibao de República Dominicana.
- 2024. Director Técnico del Club Cibao de República Dominicana.

## Títulos

### Campeonatos nacionales
# Subcampeón Torneo Nacional B: Clausura 2004 (Nueva Chicago)
# Subcampeón Torneo Nacional B: Apertura 2005 (Almagro).
# Campeón Torneo Clausura Club Wilstermann (Bolivia, 2006).
# Campeón Torneo Ecuatoriano Club Deportivo Quito (Ecuador 2009).
# Campeón Torneo B, Club Villa San Carlos. Ascenso. (Argentina 2013).# Preparador Físico y Asistente Técnico.
# Subcampeón Torneo B, Club Atlético Temperley. Ascenso (Argentina 2013/14).# Preparador Físico y Asistente Técnico.
# Ascenso a primera división, Club Atlético Temperley (Argentina 2015).# Preparador Físico y Asistente Técnico.
# Subcampeón Qatar S.C (Catar 2016).
# Campeón B Nacional (2017-18). Ascenso a la Superliga 2018-19 Club Aldosivi de Mar del Plata.
# Subcampeón conferencia del Este MLS 2020 (New England Revolution)
# Campeón de la Fase Regular 2021 (New England Revolution)
# Campeón de la Fase Regular 2021 (Cibao FC)
# Campeón de la Liguilla 2023 (Cibao FC)
# Campeón de la Liga Profesional Dominicana de Fútbol 2023 (Cibao FC)
# Campeón de la Fase Regular 2024 (Cibao FC)

### Copas internacionales
# Clasificación a la Copa Sudamericana 2007 (Wilstermann).
# Participación en Copa Libertadores de América: 2008 (Real Potosí)
# Participación en Copa Libertadores de América: 2009 (Deportivo Quito).
# Participación en la Copa Sudamericana 2019 (Mineros de Guayana)
# Clasificación a la Copa Sudamericana 2023 (San Lorenzo de Almagro).
# Participación Copa Caribe Concacaf League 2023 (Cibao FC).
# Clasificación a Copa Caribe Concacaf League 2024 (Cibao FC).